# معركة حجة (2015-الآن)
معركة حجة 2015 هي معارك أندلعت في 16 ديسمبر 2015 في محافظة حجة شمال غربي اليمن بين قوات الجيش اليمني والمقاومة الشعبية الموالون للرئيس اليمني عبد ربه منصور هادي من طرف، والحوثيين والقوات الموالية لعلي عبد الله صالح من طرف آخر، حيث قدمت قوات حكومية من الحدود اليمنية السعودية وسيطرت على منفذ حرض الحدودي، وقدمت قوات أخرى من البحر الأحمر وسيطرت على بلدة ميدي وميناء ميدي، وفي 18 ديسمبر تمكنت القوات من السيطرة على مدينة حرض غربي اليمن.
وأدت الاشتباكات في السبت 19 ديسمبر إلى مقتل 55 شخصاً على الأقل، منهم 30 من المقاتلين المتحالفين مع الحوثيين، و25 من القوات الموالية للرئيس هادي، أما عدد المصابين فتجاوز 100 شخص من الجانبين.

## خلفية
سيطر الحوثيين على محافظة حجة منذ أواخر 2011.

## معارك
في 16 ديسمبر 2015 قدمت قوات حكومية من الحدود اليمنية السعودية وسيطرت على منفذ حرض الحدودي، وبالتزامن مع ذلك سيطرت قوات أخرى على بلدة ميدي و«ميناء ميدي» الواقع على البحر الأحمر، مدعومين ببوارج حربية تابعة للجيش السعودي شنت قصفاً مكثفاً على سواحل مدينة ميدي قبل أن يتمكن مقاتلون موالون للحكومة من دخولها.
وفي 17 ديسمبر توغلت قوات الجيش في مدينة حرض وسط اشتباكات عنيفة، وشهدت منطقة «الطوال - حرض» اشتباكات كثيفة ووتقدم للجيش مسنود بقوات سعودية برية وجوية، وهي المرة الأولى التي تشهد فيها المحافظة معارك ميدانية منذ أندلاع الحرب الأهلية.
وتمكنت القوات الحكومية في 18 ديسمبر من السيطرة على مدينة حرض بمحافظة حجة غرب اليمن،  وبالتزامن مع ذلك سيطرت قوات حكومية على مدينة الحزم مركز محافظة الجوف ومواقع عسكرية فيها منها معسكر اللبنات التابع للواء 115 مدرع الذي كان خاضعة لسيطرة الحوثيين والقوات الموالية لصالح.